# Стадион Субару парк
Стадион Субару парк (енгл. Subaru Park) је фудбалски стадион у граду Честер, Пенсилванија, САД.Стадион се налази поред моста Комодоре бари на обали дуж реке Делавер. Стадион је домаћин ФК Филаделфија јуниона из члана Мајор лиге.
Субару Парк је дизајниран као почетни корак за економски развој на обали, са додатним плановима који захтевају шетњу кроз реку усред других забавних, малопродајних и стамбених пројеката. Стадион је изградио Т.Н. Вард компани, чије је седиште у Ардмору. Пројекат је резултат комбинованих обавеза од 30 милиона долара од округа Делавер и 47 милиона долара од Комонвелта Пенсилваније. Субару оф Америка је спонзор права на име стадиона.

### Фудбал
Кашњења у изградњи довела су до одлуке Филаделфијске уније да одигра своју инаугурацију код куће на Линколн Фајненшел Филду уместо на Субару Парку. Први меч на стадиону одиграли су 27. јуна 2010. када су савладали Сијетл саундерсе са 3 : 1. Себастијен Ле Ту постигао је први гол Уније на стадиону из пенала. Међутим, Пат Нунан из ФК Саундерс постигао је први гол из игре у историји стадиона.
Рекордна посећеност стадиона постигнута је 25. јула 2012. за МЛС Ол-стар утакмицу 2012. када је МЛС Ол-старс победио Челси са 3 : 2 пред 19.236 навијача.
Због константно високе посећености и продаје улазница, 2011. године Филаделфија јунион је изразио интересовање за проширење капацитета стадиона. Планирано проширење би се одвијало у три фазе, у почетку на 20.000, затим на 27.000, и коначно на приближно 30.000.

### Конкакафов златни куп
Током Конкакафовог златног купа 2015. утакмица за треће место одиграна је на овом стадиону.
| № | Датум         | Репрезентације            | Резултат | Златни куп              | Гледалаца |
| - | ------------- | ------------------------- | -------- | ----------------------- | --------- |
| 1 | 25. јул 2015. | Сједињене Државе – Панама | 1 – 1    | Утакмица за треће место | 12.598    |